# Кметове на Петрич
Това е списък на кметовете на град Петрич, България, от 1912 година, включително изпълняващи длъжността, председатели на общински тричленни комисии и председатели на изпълнителни комитети на Градския общински народен съвет.
| Име                           | Години      |
| ----------------------------- | ----------- |
| Михо Кочов Попов              | 1912        |
| Януш Стойчев Ангелов          | 1912 – 1913 |
| Анастас Тасев Антикаджиев     | 1913        |
| Христо Георгиев Филипов       | 1913 – 1914 |
| Георги Кочов Чапразов         | 1914        |
| Георги Кочов Чапразов         | 1914 – 1916 |
| Илия Антонов                  | 1919 – ?    |
| Дончо Лазаров Сойтариев       | 1921 – 1922 |
| неизвестен                    | 1922        |
| Христо Тодоров Разбойников    | 1922 – 1923 |
| Христо В. Калайджиев          | 1923        |
| Георги Кочов Чапразов         | 1923 – 1929 |
| Никола Георгиев               | 1929 – 1931 |
| Георги Анастасов              | 1932 – 1934 |
| Петър Н. Берберов             | 1934 – 1936 |
| Никола Б. Дражев              | 1936 – 1941 |
| Александър Димчев Праматарски | 1941 – 1944 |
| Костадин Харизанов Костадинов | 1944 – 1947 |
| Тома Киров Текелиев           | 1947        |
| Коста Николов Стоянов         | 1947 – 1959 |
| Петър Божиков                 | 1949 – 1951 |
| Иван Галев Стоянов            | 1951 – 1952 |
| Кирил Иванов Катулов          | 1952 – 1953 |
| Анастас Лазаров Гюров         | 1953 – 1955 |
| Кирил Паскалев Сапунджиев     | 1955 – 1955 |
| Кирил Паскалев Сапунджиев     | 1956 – 1959 |
| Ангел Стоев Бълев             | 1959 – 1962 |
| Кирил Иванов Катулов          | 1962 – 1966 |
| Кирил Иванов Катулов          | 1966 – 1971 |
| Стоил Ставрев Божиков         | 1971 – 1974 |
| Стоил Ставрев Божиков         | 1974 – 1979 |
| Стоил Ставрев Божиков         | 1979 – 1981 |
| Стоил Ставрев Божиков         | 1981 – 1983 |
| Неделко Костадинов Халачев    | 1983 – 1986 |
| Неделко Костадинов Халачев    | 1986 – 1986 |
| Йордан Андреев Рибнишки       | 1986 – 1987 |
| Неделко Костадинов Халачев    | 1987 – 1988 |
| Андон Станков Андонов         | 1988 – 1989 |
| Олег Георгиев Янчев           | 1989 – 1990 |
| Евгени Лазаров Карадалиев     | 1990 – 1991 |
| Петър Илиев Илиев             | 1991 – 1995 |
| Андон Атанасов Чопаков        | 1995 – 1999 |
| Георги Стоилов Янкулов        | 1999 – 2000 |
| Вельо Атанасов Илиев          | 2000 – 2003 |
| Вельо Атанасов Илиев          | 2003 – 2007 |
| Вельо Атанасов Илиев          | 2007 – 2011 |
| Вельо Атанасов Илиев          | 2011 – 2015 |
| Димитър Петров Бръчков        | 2015 – 2019 |
| Димитър Петров Бръчков        | 2019 –      |